# Idekel Domínguez
Idekel Alberto Domínguez Rodríguez, noto semplicemente come Idekel Domínguez (Città del Messico, 2 giugno 2000), è un calciatore messicano, difensore dell'Atlas.

## Caratteristiche tecniche
È un terzino sinistro.

## Carriera
Cresciuto nel settore giovanile del Pumas UNAM, debutta in prima squadra il 22 febbraio 2018 giocando l'incontro di Copa MX vinto 4-1 contro il Lobos BUAP. Un anno più tardi, il 2 febbraio 2019, debutta nella massima divisione messicana scendendo in campo da titolare nel match casalingo pareggiato 1-1 contro il Monterrey.
Nel gennaio 2020 passa in prestito al Querétaro con cui non gioca però alcun incontro. Sei mesi più tardi viene prestato al Necaxa.

## Statistiche
Statistiche aggiornate al 9 gennaio 2021.

### Presenze e reti nei club
| Stagione        | Squadra         | Campionato      | Campionato | Campionato | Coppe nazionali | Coppe nazionali | Coppe nazionali | Coppe continentali | Coppe continentali | Coppe continentali | Altre coppe | Altre coppe | Altre coppe | Totale | Totale | Totale |
| Stagione        | Squadra         | Comp            | Pres       | Reti       | Comp            | Pres            | Reti            | Comp               | Pres               | Reti               | Comp        | Pres        | Reti        | Pres   | Reti   |        |
| --------------- | --------------- | --------------- | ---------- | ---------- | --------------- | --------------- | --------------- | ------------------ | ------------------ | ------------------ | ----------- | ----------- | ----------- | ------ | ------ | ------ |
| 2017-2018       | Pumas UNAM      | LMX             | 0          | 0          | CM              | 2               | 0               |                    | -                  | -                  |             | -           | -           | 2      | 0      |        |
| 2018-2019       | Pumas UNAM      | LMX             | 8          | 0          | CM              | 9               | 0               |                    | -                  | -                  |             | -           | -           | 17     | 0      |        |
| 2019-gen. 2020  | Pumas UNAM      | LMX             | 1          | 0          | CM              | 4               | 0               |                    | -                  | -                  |             | -           | -           | 5      | 0      |        |
| gen.-giu. 2020  | Querétaro       | LMX             | 0          | 0          | CM              | 0               | 0               |                    | -                  | -                  |             | -           | -           | 0      | 0      |        |
| 2020-2021       | Necaxa          | LMX             | 16         | 0          | -               | -               | -               |                    | -                  | -                  |             | -           | -           | 16     | 0      |        |
| Totale carriera | Totale carriera | Totale carriera | 25         | 0          |                 | 15              | 0               |                    | -                  | -                  |             | -           | -           | 40     | 0      |        |